# Jimmy Carter Library and Museum
La Jimmy Carter Library and Museum è la biblioteca presidenziale statunitense dedicata al 39º presidente Jimmy Carter. Si trova ad Atlanta, all'interno della sede del Carter Center.